# Östra Kalvtjärnen
Östra Kalvtjärnen är en sjö i Härjedalens kommun i Hälsingland och ingår i Ljusnans huvudavrinningsområde.